# Sierra de mesa

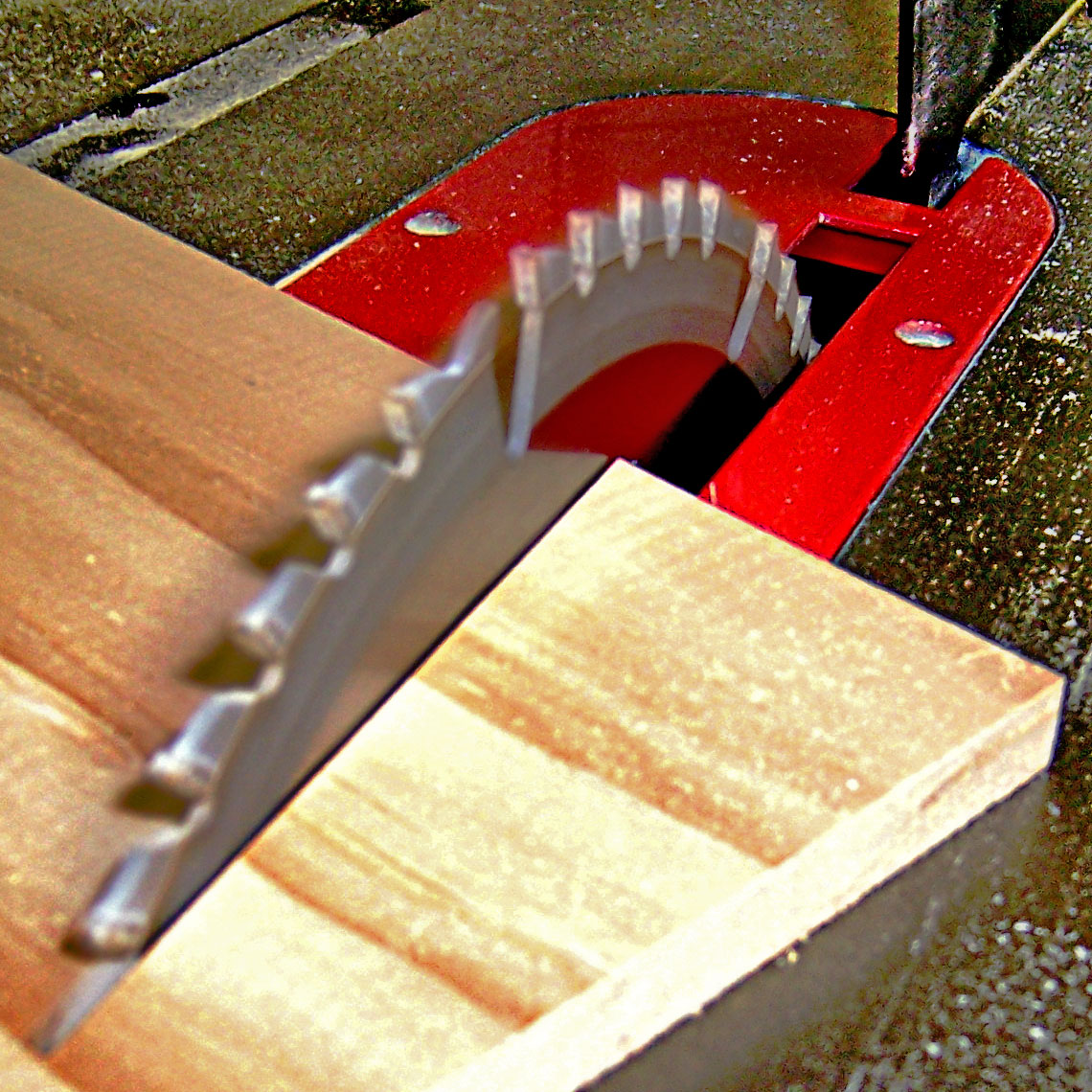
Sierra de mesa de 1 pulgada (25 mm).

Una sierra de mesa (también conocida como sierra de banco) es una herramienta para trabajar la madera. Consiste en una hoja de sierra circular montada en un eje que es accionada por un motor eléctrico (ya sea directamente, por correa o por engranajes). La cuchilla sobresale a través de la parte superior de una mesa, lo que proporciona soporte para el material que se corta, generalmente madera.
En la mayoría de las sierras de mesa modernas la profundidad del corte varía al mover la hoja hacia arriba y hacia abajo: cuanto más sobresale la hoja sobre la mesa más profundo es el corte que se hace en el material. En algunas de las primeras sierras de mesa, la cuchilla y el eje estaban fijos, y la mesa se movía hacia arriba y hacia abajo para graduar cuanto sobresalía la hoja. El ángulo de corte se controla ajustando el ángulo de la cuchilla.

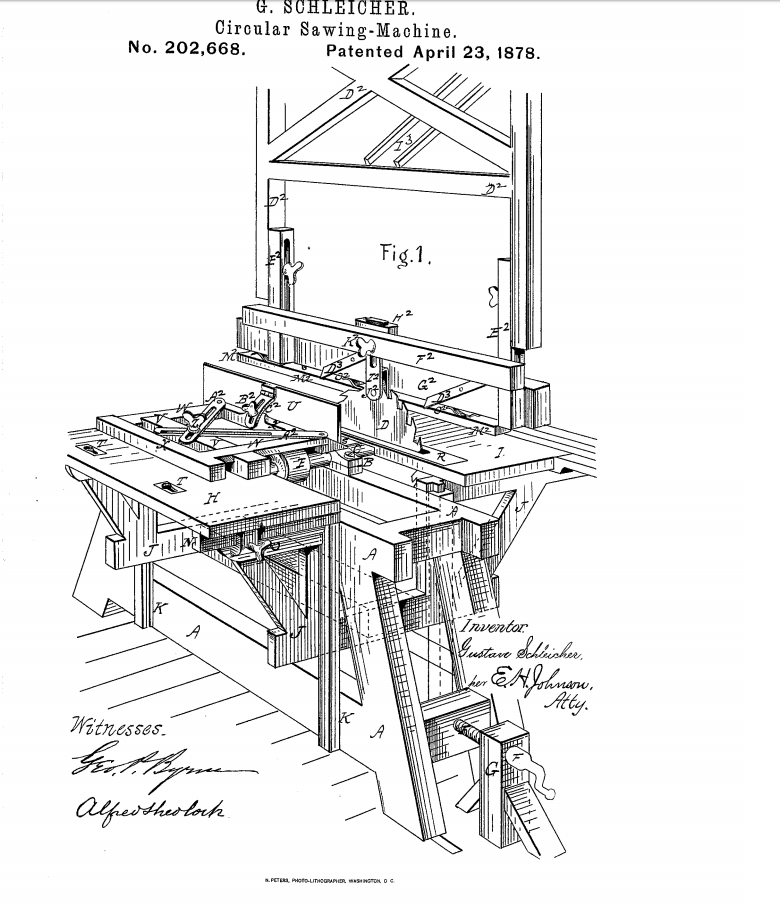
Sierra de mesa patentada en 1878

## Historia
En los Estados Unidos, la primera patente registrada para la Sierra circular se emitió en 1777 a un inglés, Samuel Miller; se refiere a una sierra circular que se creó en Holanda en los siglos XVI o XVII. El catálogo de 1885 de WF & John Barnes Co., Rockford, Il.  muestra claramente una sierra de mesa clásica y está etiquetada como una "Sierra de corte circular manual con motor".

## Seguridad

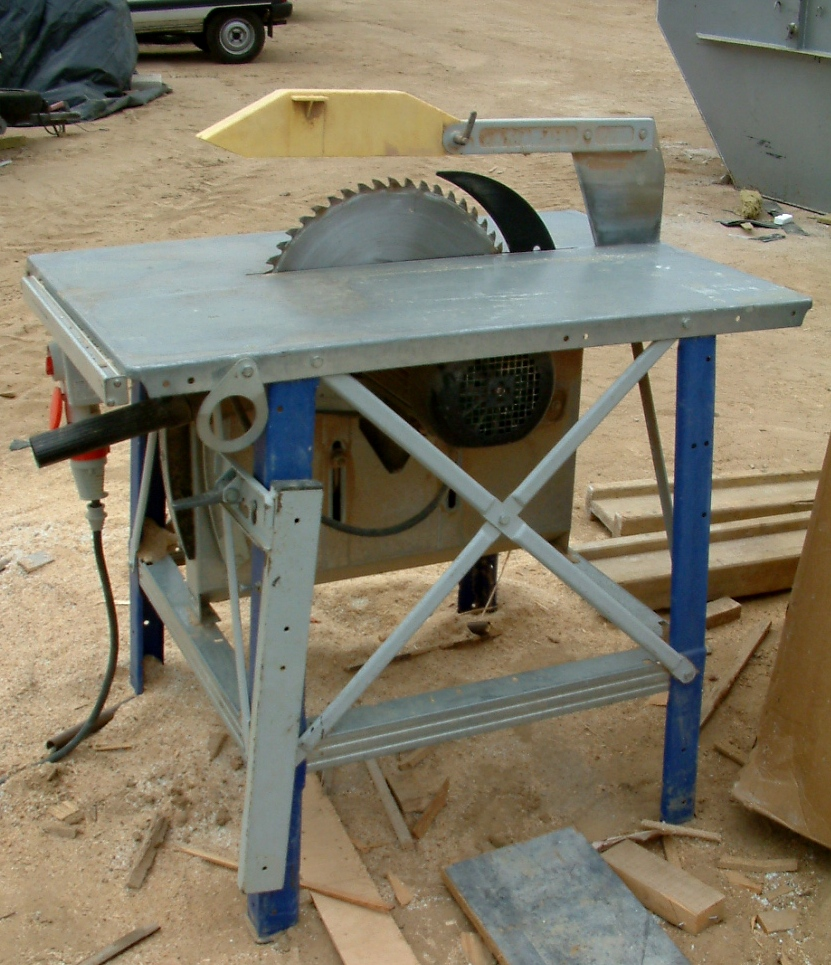
Sierra circular de mesa con cuña de separación (negra, detrás de la hoja de sierra)

Las sierras de mesa son especialmente peligrosas porque el operador sujeta el material que se está cortando, lo que facilita el movimiento accidental de las manos hacia la cuchilla giratoria. Cuando se utilizan otros tipos de sierras circulares, el material permanece estacionario, ya que el operador guía la sierra hacia el material.

### Contragolpe
Un contragolpe es el efecto que se produce cuando un pedazo de madera se rasga y aprieta la hoja, o gira hacia afuera contra la hoja de la sierra giratoria y se impulsa hacia el operador a alta velocidad. Las dos causas principales de lesiones que se producen por el retroceso son: lesiones causadas por la madera que golpea la cabeza, el pecho o el torso del operador, o la madera se mueve tan rápido que las manos del operador permanecen en la madera y se encuentran con la hoja de sierra. 

### Extractor de polvo
Se debe instalar un extractor de polvo si el serrín es propenso a acumularse debajo de la cuchilla de corte. A través de la fricción, la cuchilla giratoria prenderá rápidamente el polvo de madera acumulado, y el humo puede confundirse con el de una cuchilla sobrecalentada. El extractor también reduce el riesgo de polvo en el aire y facilita un ambiente de trabajo más saludable.

### Tablero de plumas magnético
El tablero de plumas magnéticas se desarrolló en 1990, este se sujeta a una mesa de hierro fundido o guía de corte de acero mediante imanes permanentes de alta resistencia. La ventaja de un tablero de plumas magnético es la rápida instalación en cualquier plataforma. Se usan junto con una guía de corte de acero para sujetar madera y evitar así retrocesos. Las ruedas de alimentación agregadas a la base tiran de la madera rasgada hacia la guía, lo que permite al operador cortar la madera en cualquier sierra de mesa sin acercar las manos a la hoja.

### Tablero de plumas de ranura de inglete
Cuando una sierra de mesa tiene una mesa hecha de un material diferente al hierro fundido, como el aluminio, entonces se debe utilizar un tablero de plumas con ranura de inglete para mantener la presión sobre el material contra la guía, de lo contrario su mano estaría muy cerca de la hoja. Al decidir la compra de una herramienta debe tener en cuenta que este tipo de tablero de plumas tarda más tiempo en configurarse que el magnético. Nunca coloque un tablero de plumas más allá del borde de ataque de la cuchilla o se producirá un contragolpe.

### Frenado automático
En los últimos años, se ha desarrollado una nueva tecnología que puede reducir de forma importante el riesgo de lesiones graves causadas por las sierras de mesa. Una nueva característica, disponible comercialmente en sierras desde 2005, es un sistema de frenado automático. El inventor de la característica, después de tratar de venderlo sin éxito a los fabricantes, creó la compañía SawStop, con sede en Tualatin, Oregon. Las sierras de SawStop aplican una pequeña cantidad de corriente eléctrica a la hoja de la sierra. Esta corriente se controla continuamente, si la sierra detecta un cambio en esta corriente (como ocurriría si una mano u otra parte del cuerpo entrara en contacto con la cuchilla), se activa un sistema de frenado automático, insertando un bloque de freno de aluminio en la cuchilla. La sierra se detiene dentro de los cinco milisegundos siguientes. El operador sufre una pequeña muesca en lugar de una amputación u otra lesión más grave.
Una vez que se activa este sistema de protección para evitar un accidente se deben reemplazar tanto la cuchilla como el cartucho de freno. La función de frenado automático debe desactivarse al cortar material conductor, como madera húmeda.

## Materiales cortados en sierras de mesa
Aunque la mayoría de las sierras de mesa se usan para cortar madera, las sierras de mesa también se pueden usar para cortar láminas de plástico, láminas de aluminio y láminas de latón.

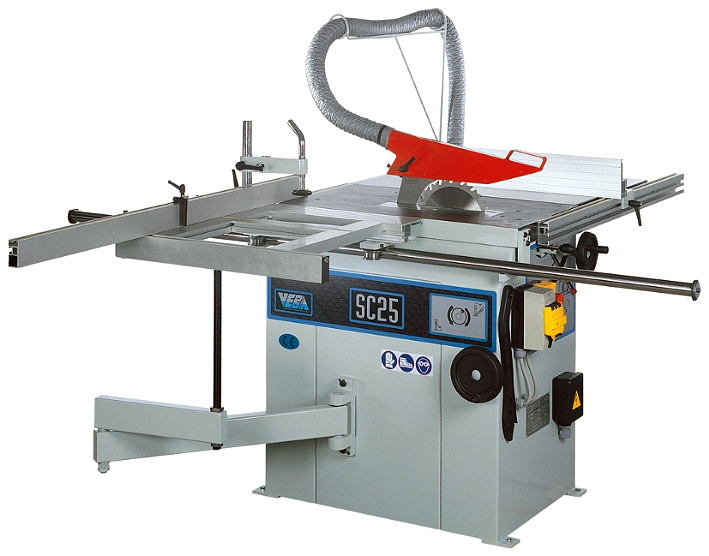
Sierra de mesa deslizante de fabricación europea

## Accesorios
- Tablas de salida:  las sierras de mesa a menudo se usan para cortar tablas largas o láminas de madera contrachapada u otros materiales laminados. El uso de una tabla de alimentación de salida hace que este proceso sea más seguro y fácil.
- Mesas de alimentación:  se utilizan para ayudar a alimentar tablas largas o láminas de madera contrachapada. En el pasado, los soportes de rodillos eran prácticamente la única opción, pero ahora hay unidades de alimentación disponibles comercialmente que son más eficientes y fáciles de usar.
- Mesas de tiro descendente :  se utilizan para extraer partículas de polvo nocivas para el usuario sin obstruir el movimiento o la productividad.
- Guía de corte : las sierras de mesa comúnmente tienen una guía que va desde la parte delantera de la mesa (el lado más próximo al operador) a la parte posterior, paralelas al plano de corte de la cuchilla. La distancia de la guía a la cuchilla se puede ajustar, lo que determina en qué parte de la pieza de trabajo se realiza el corte. La guía se denomina comúnmente "guía de corte al hilo", en referencia a su uso para guiar la pieza de trabajo durante el proceso de hacer un corte al ras. La mayoría de las sierras de mesa vienen de serie con una guía de corte al hilo, pero algunas sierras de gama alta están disponibles sin una guía para que se pueda comprar una guía a elección del usuario por separado.
- Tablero de plumas :  los tableros de plumas se usan para mantener la madera contra la guía de corte. Pueden ser un solo resorte, o muchos resortes. Se mantienen en su lugar mediante imanes de alta resistencia, abrazaderas o barras de expansión en la ranura de inglete.
- Sujeciones: la hoja de sierra circular de una sierra de mesa recogerá un trozo de madera si no se mantiene presionada. Las sujeciones pueden ser una versión vertical de los tableros de plumas, unidas a una guía con imanes o abrazaderas. Otro tipo de sujeción utiliza ruedas en un mecanismo de resorte para empujar hacia abajo una pieza de trabajo a medida que pasa por la cuchilla.
- Subguía: sujeta a la guía de corte permitiendo cortes como rebabas con una cuchilla de corte.
- Calibrador de ingletes: la mesa tiene una o dos ranuras que se extienden de adelante hacia atrás paralelas al plano de corte de la cuchilla. Estas ranuras de inglete se utilizan para colocar y guiar un calibrador de inglete (también conocido como una guía de corte transversal o un trineo de corte transversal). El calibrador de ingletes generalmente se ajusta a 90 grados con respecto al plano del corte de la cuchilla, para hacer que el corte realizado en la pieza de trabajo se realice en ángulo recto. El calibrador de ingletes también se puede ajustar para hacer que el corte se realice en un ángulo controlado con precisión (el llamado corte de inglete).
- Trineo de corte transversal: un trineo de corte transversal generalmente se usa para sostener la pieza de trabajo en un ángulo fijo de 90 grados con respecto a la cuchilla, lo que permite cortes repetibles precisos en el ángulo más comúnmente utilizado. El trineo normalmente es guiado por un corredor sujeto debajo de él que se desliza en una ranura de inglete.
- Plantilla de espiga: una plantilla de espiga es un dispositivo que sujeta la pieza de trabajo verticalmente para que se puedan hacer cortes en el extremo. Esto permite que se formen espigas. la plantilla de espiga es guiada por una ranura de inglete o una guía.
- Cuchillas apiladas:  este es un kit con dos cuchillas exteriores y una serie de interiores "rompevirutas" que pueden ser utilizados para hacer ranuras en la pieza de trabajo de cualquier anchura hasta un máximo (generalmente 13 / 16 de pulgada). Los juegos de ranuras apiladas están disponibles en diámetros de 6, 8 y 10 pulgadas. 8 y 10 pulgadas.
- Insertos: las sierras de mesa tienen un inserto intercambiable en la mesa a través del cual se proyecta la hoja. Los insertos que se pueden comprar generalmente están hechos de metal. Los insertos de separación cero pueden estar hechos de un material aserrable, como plástico o madera. Cuando se utiliza inicialmente un inserto de separación cero, la cuchilla se eleva a través del inserto creando la ranura. Esto crea una ranura sin espacios alrededor de la cuchilla. El inserto de holgura cero ayuda a prevenir el desgarro al proporcionar soporte para las fibras de madera justo al lado de la cuchilla, lo que ayuda a hacer un corte muy limpio.
- Divisor: un divisor o cuchilla divisoria es una proyección vertical ubicada detrás de la hoja de sierra. Esto puede ser un alfiler o una aleta. Es un poco más angosto que la cuchilla y está ubicado directamente en línea con esta. El divisor evita que el material que se corta se gire, lo que ayuda a evitar el contragolpe. Los divisores pueden incorporar trinquetes, un mecanismo con dientes diseñados para morder la madera y evitar el retroceso. Los divisores pueden tomar muchas formas, incluso ser parte del protector de la hoja que viene de serie con la sierra. Otro tipo de divisor es simplemente un pasador vertical o una aleta unida a un inserto. Los divisores están disponibles comercialmente o pueden estar hechos de madera, metal o plástico.
- Trinquetes antiretroceso:  la mayoría de las sierras de mesa modernas de están equipadas con trinquetes antirrebote, un conjunto de pequeños dientes de metal con resorte en un trinquete de giro libre (generalmente unido al protector) que ayudan a ejercer una fuerte fuerza hacia abajo en un tablero. Esto puede ayudar a inmovilizar el tablero en caso de un contragolpe. Sin embargo, a veces se ha encontrado que son algo ineficaces en comparación con un divisor.
- Barra de empuje: un dispositivo de seguridad portátil utilizado para maniobrar con seguridad una pieza de trabajo, debe mantenerse plana contra la mesa de la máquina y la madera mientras se corta.